# Sorbus roopiana
Sorbus roopiana là loài thực vật có hoa trong họ Hoa hồng. Loài này được Bordz. miêu tả khoa học đầu tiên.